# Kazuo Wakabayashi
Kazuo Wakabayashi  (Kōbe, 1 de maio de 1931 - 2 de dezembro de 2021) foi um artista plástico nipo-brasileiro. Foi um dos integrantes da Seibi-kai e fez várias exposições no Brasil e no exterior. Wakabayashi foi um dos vencedores do 35.º Prêmio Jabuti na categoria “Melhor Produção Editorial Livro Texto”.

## História

### Primeiros anos
Wakabayashi nasceu em 1 de maio de 1931 em Kōbe. Filho de Yone e de Tsunejiro, ambos naturais de Hikone, província de Shiga. Seu pai era comerciante.
O artista estudou em um período rígido no que diz respeito ao sistema educacional japonês, uma época em que era comum os alunos sofrerem castigos físicos de seus professores ou de outras pessoas da equipe escolar. Certa vez, Wakabayashi levou um golpe de sabre na cabeça do vice-diretor da escola. Anos depois descobriu que esse ferimento poderia ter sido mortal.
Kazuo também teve um rigor na criação pela seu pai, com frequência levava pancadas, geralmente aplicadas na cabeça, por qualquer deslize. A imagem que Kazuo tinha de seu pai é a de uma pessoa muito severa. Seu pai faleceu quando ele estava no quinto ano de problemas relacionados ao estômago.
Após o falecimento de seu pai, a família se mudou de Kōbe para Hikone. Um dos objetivos da mudança para Hikone foi para fugir dos bombardeamentos que Kōbe estava recebendo durante a Segunda Guerra Mundial, inclusive a casa da família de Kazuo foi queimada, por consequência de um desses bombardeamentos. Em Hikone, Kazuo passou a ajudar a sua mãe no cultivo de arroz. Nessa época, sua família passava fome.
Aos 16 anos Escola de Belas Artes e a Academia Niki em Tóquio e as aulas de desenho e pintura. Em 1950, desistiu de ingressar no curso de Arquitetura para dedicar-se à pintura.

### Década de 60
Em 1960, fez uma exposição individual na Galeria Daimaru, na ocasião conheceu Hikari Sakamoto, com quem se casou alguns meses depois, em novembro do mesmo ano. Em 1961, chegou ao Brasil a bordo do navio América Maru, e mudou-se para São Paulo e fez parte do Seibi-kai, ao qual foi apresentado por Manabu Mabe e Tomie Ohtake, aos artistas ele entregou uma carta de recomendação de Tsudaka Waichi. Waichi teve maior expressão como artista vanguardista pós-guerra e no Brasil, já havia participado da Bienal de São Paulo na década de 50. Em 1963, no 7º Salão do Grupo Seibi de Artistas Plásticos, ganhou a Grande Medalha de Ouro, recebeu a mesma premiação no 12º Salão Paulista de Arte Moderna, evento esse que também ocorreu em 1963. Em 1966, o artista recebeu o primeiro prêmio Salão de Abril do Museu de Arte Moderna do Rio de Janeiro.
Em 1967, o artista participou da 9ª Bienal Internacional de São Paulo e foi agraciado com o Prêmio Itamarati. Segundo o crítico de arte Jayme Maurício, por volta de 1967, Wakabayashi iniciou uma nova fase, que o crítico denominou como “biomorfismo”. Em 1968, naturalizou-se brasileiro.
Em reportagem para a revista Manchete, em 1968, o artista explicou o motivo de ter mudado o estilo de pintura que era mais sombio para um outro estilo com mais uso do vermelho e do amarelo, por conta de sua vivência no Brasil, com as seguintes palavras: "Eu cresci sob o fogo das bombas que caíram no Japão durante a II Guerra Mundial. Foi um tempo ruim e por isso meus primeiros quadros era tão sombrios, tão aprisionados, sem nenhuma claridade. Mas desde que cheguei ao Brasil, em 1961, fui me encontrando com o sol. Minha pintura agora utiliza o vermelho intenso, o escandaloso amarelo. Estou cada vez mais próximo do sol. Assim seja". A mesma matéria destacou que o pintor é "um dos maiores nomes da pintura brasileira" e continuou "sua obra tem merecido lugar de destaque. Atualmente, Wakabayashi está expondo na Galeria Astréia, na Praça Ramos de Azevedo, em São Paulo, seus mais recentes trabalhos, nos quais é visível a ânsia de renovação. Ele, que já nos acostumara a seus cinza e chumbo foscos e graves, surpreende-nos agora com a busca de superfícies mais espessas, um quase-esmalte não inteiramente polido, trabalhado em cores vibrantes: vermelho, verde, azul intenso. É a influência da luminosidade, do sol e dos trópicos sobre a sensibilidade do pintor".

### Décadas de 70, 80 e 90
No final dos anos 1970, o artista produziu trabalhos com “textura espessa e de uma única cor”. Essas obras constituem a série Monocromática do pintor.
A arte na década de 80 foi influenciada pelo aparecimento de outros artistas e também pela atuação dos pioneiros, como Tomoo Handa, abstracionistas, além de Manabu Mabe, Tikashi Fukushima, Tomie Ohtake, Kazuo Wakabayashi e outros, onde atuaram no desenvolvimento artístico, como também nos interesses da comunidade de artistas.
O jornal O Estado de S. Paulo de 16 de dezembro de 1989, afirma que na arte brasileira destacam-se os nipo-brasileiros, dentro do chamado abstracionismo informal, onde dentre os adeptos podem ser citados Fukushima, Mabe, Wakabayashi, e Shiró.
Em 1992, o pintor lançou o livro "Wakabayashi", a obra foi uma das vencedoras do 35.º Prêmio Jabuti na categoria “Melhor Produção Editorial Livro Texto”, que ocorreu em 1993. O Prêmio Jabuti é o mais tradicional prêmio literário do Brasil, concedido pela Câmara Brasileira do Livro (CBL) ao qual, premia autores, editores, ilustradores, gráficos e livreiros que mais se destacam a cada ano. Em 1995, o artista recebeu o título de "cidadão paulistano", no documento em que foi declarado tal, está escrito "representa o reconhecimento do povo paulistano, através de sua edilidade, pelos relevantes serviços prestados à nossa cidade, notadamente no campo das artes plásticas, onde se destaca como um dos mais importantes pintores da atualidade" e continua com "Por estas razões afigura-se claro que a homenagem ora proposta tem o objetivo de congratular este grande artista que, com suas obras, enaltece sobremaneira, nossa cidade".

### Falecimento
Kazuo Wakabayashi faleceu em 2 de dezembro de 2021, ao 90 anos. A ceramista Hideko Honma, publicou que ficou triste com o falecimento do pintor e citou-o como "um grande artista plástico e apoiador de causas beneficentes" que "Além do talento e da dedicação que tinha pela arte, tendo criado muitas obras inspiradoras, Wakabayashi foi um colaborador e parceiro constante das ações beneficentes".